# Léontine Tsiba
Léontine Tsiba, née le 20 novembre 1973 à Tsinguidi, village du Niari est une athlète congolaise (RC).

## Carrière
Elle est médaillée d'argent du 800 mètres et médaillée de bronze du 1 500 mètres aux Championnats d'Afrique d'athlétisme 1996 à Yaoundé.
Elle est éliminée en séries du 800 mètres des Jeux olympiques d'été de 1996 et des  Jeux olympiques d'été de 2000.
Elle est le porte-drapeau de la délégation congolaise aux Jeux olympiques de 1996.